# Bitwa nad Chickamaugą

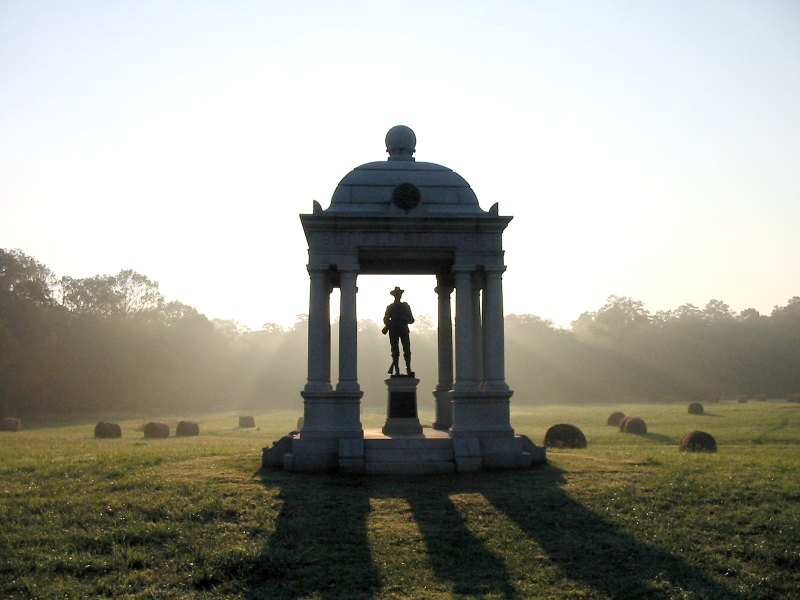
Pomnik upamiętniający żołnierzy ze stanu Floryda, którzy walczyli w bitwie

Bitwa nad Chickamaugą – starcie zbrojne, które miało miejsce w dniach 18–20 września 1863 roku w trakcie wojny secesyjnej. Nazwa miejsca bitwy wywodzi się od rzeczki West Chickamauga Creek uchodzącej do Tennessee w stanie Georgia.
Krwawa bitwa zakończyła się zwycięstwem konfederatów pod wodzą generała Bragga nad wojskami generałów północy Rosecransa i George’a H. Thomasa, ale konfederaci ponieśli w niej ogromne straty. Po bitwie unioniści zmuszeni zostali do odwrotu w kierunku Chattanoogi, gdzie doszło do kolejnej bitwy.

## Przed bitwą
W chwili gdy trwały ofensywy Ulyssesa Granta w kierunku Vicksburga (Kampania na Missisipi) oraz George’a Meade w Wirginii, Armia Cumberlandu pod wodzą Williama Rosecransa miała odebrać konfederatom Chattanoogę, położony wśród gór ważny węzeł kolejowy, gdzie krzyżowały się linie łączące wschód z zachodem i północ z południem.
Gdyby Armia Cumberlandu była szybsza, dotarłaby pod Chattanoogę zanim konfederaci zdążyliby wzmocnić swoje siły. Plan prezydenta Lincolna przewidywał wymarsz wojsk Rosecransa w kierunku Chattanoogi i równoczesny marsz Armii Ohio Ambrose’a Burnside’a do Knoxville. Rosecrans jednak aż do 16 sierpnia wstrzymywał się z wymarszem. Dopiero na wyraźny rozkaz generała Hallecka zarządził marsz w wyznaczonym kierunku. Równocześnie niewielka Armia Ohio, licząca 24 000 ludzi, podjęła marsz na Knoxville. 10 000 obrońców miasta, widząc zbliżające się siły północy, opuściło miasto i wycofało się w kierunku Chattanoogi. 3 września wojska Burnside’a zajęły miasto.
By odeprzeć unionistów Bragg otrzymał dodatkowo dwie dywizje Josepha Johnstona. Prezydent Jefferson Davis, który zdawał sobie sprawę z niskiego morale Armii Tennessee, zamierzał mianować głównodowodzącym Roberta E. Lee, ten jednak zajęty był nad Rappahannock River, gdzie stała Armia Potomaku George’a Meade. W związku z tym dowodzenie pozostało w rękach Bragga, któremu dosłano pomoc w postaci 2-dywizyjnego korpusu Jamesa Longstreeta, który natychmiast wyruszył do Georgii. Dnia 9 września jego żołnierze ruszyli koleją w kierunku miejsca zbiórki. Ponieważ jednak siły Rosecransa obsadziły wcześniej wschodnią część Tennessee, południowcy zmuszeni zostali przejechać 1440 km przez południową i północną Karolinę. Wobec nacisku unionistów Bragg wycofał się z Chattanoogi do położonego około 36 km na wschód miasteczka Lafayette w Georgii. 9 września wojska Rosecransa bez oporu wkroczyły do Chattanoogi.
Bragg postanowił wciągnąć przeciwnika w zasadzkę. Do tego potrzebował „dezerterów”, ludzi odważnych i inteligentnych, którzy przekonaliby Rosecransa, że Armia Tennessee jest w rozsypce. Mając 66 tysięcy ludzi – w tym oczekiwany korpus Longstreeta – mógł  spokojnie czekać na kolejny krok przeciwnika. Rosecrans uwierzył w wieści przyniesione przez „dezerterów”. Jego cztery korpusy ruszyły naprzód okrążając różnymi drogami wiszącą nad Chattanoogą górę o nazwie Lookout Mountain, kompletnie odseparowane od pozostałych milami gór i lasów, a brak kawalerii nie pozwalał na właściwe rozpoznanie. Czołowa dywizja Negleya szła wprost na armię Bragga przekonana, że za chwilę rozniesie przeciwnika. Miało wydarzyć się coś, co – jak powiedział jeden z oficerów Armii Tennessee – mogłoby się tylko marzyć każdemu dowódcy. Tyle, że w armii Bragga prawym skrzydłem dowodził niekarny Leonidas Polk, który nie wykonał rozkazu natarcia (dwaj inni generałowie zresztą też), Negley zdołał się wycofać, a Rosecrans zorientował się, że idzie w pułapkę i zarządził odwrót.

## Bitwa
Nowy plan Braga zakładał, że Armia Tennessee oflankuje lewe skrzydło jankesów, wyjdzie na ich tyły i zmusi do cofnięcia się na brzegi potoku Chickamauga. Tam unioniści – otoczeni ze wszech stron – musieliby się poddać. Plan ten jednak okazał się niewykonalny. Rosecrans miał dwa oddziały strzegące przepraw na północnym odcinku: brygadę pułkownika Wildera oraz brygadę kawalerii pułkownika Minty’ego. Minty spieszył swych kawalerzystów i obsadził wschodni (tj. konfederacki) przyczółek Mostu Reeda. Około 7.30 rano masy konfederackiej kawalerii N.B. Forresta wytoczyły się z lasów, by pokonać most. Ludzie Minty’ego zachowali zimną krew; ich odtylcowe karabinki zdziesiątkowały pierwsze szeregi szarżujących. Forrest wycofał się więc, spieszył swych kawalerzystów i wezwał na pomoc artylerię. Wobec przewagi liczebnej i ogniowej konfederatów Minty przeszedł most, o którego utrzymanie walczył jeszcze do południa, po czym przekazał pozycję Wilderowi. Ten bronił się do zmroku, kiedy to działania pierwszego dnia ustały. Konfederaci sforsowali Chickamaugę i zdobyli zaledwie kilka metrów terenu za cenę znacznych strat, ale odepchnięcie unionistów od rzeczki oznaczało dla nich utratę źródeł wody pitnej.
W nocy na 19 września Bragg przygotowywał plan rannego uderzenia. Tu pojawił się problem: Longstreet był znakomitym dowódcą, ale nie obeznanym z tym teatrem działań; powierzono mu więc dowodzenie lewym skrzydłem. Hill – równie słabo znający teren – miał dowodzić w centrum. Prawe skrzydło i decydujące uderzenie przypadło Polkowi. Czy Bragg mógł go zastąpić kimś innym? Nie mógł. Polk był jednym z trzech generałów-poruczników i nie został – jak dotąd – odwołany. Bragg ryzykowałby własną karierą czyniąc to właśnie w tym momencie. Ponadto Bragg wiedział, że Polk – nieposłuszny i oporny – jest jednocześnie odważny i zdolny do wyjątkowego poświęcenia. Na to teraz liczył.
Najdalej na prawo wysunięta dywizja korpusu Polka – a mianowicie dywizja Breckinridge’a – miała uderzyć na skrajnie lewy korpus unionistów Thomasa o 7 rano. Nic takiego nie nastąpiło; Polk właśnie spożywał śniadanie. Bragg pogalopował na miejsce i wymógł atak o godzinie 10. Wcześnie rano pole przyszłej bitwy zaścielała mgła. Konfederaci mogli niepostrzeżenie podejść i zaatakować unionistów; teraz było już za późno: mgła podniosła się. Atakujący umocnione pozycje żołnierze Południa byli masakrowani. Brygada za brygadą wchodziła w gęste zarośla i ginęła nawet nie widząc nieprzyjaciela.
Przeciwnie Longstreeta, który ustawił swój korpus w kolumnę – żywy taran – który miał zmiażdżyć przeciwnika. Zamiar mógł się powieść, bowiem podwładny Rosecransa, generał Wood, wycofał się i otworzył lukę w linii unionistów. Longstreet nie wiedział jednak, że w gęstwinie stała dywizja Brannana, która zadała konfederackiej kolumnie znaczne straty, chociaż główne siły unionistów wycofały się w panice do odległego o 12 km Rossville.
Longstreet zauważył swoją szansę i rzucił rezerwy do decydującego ataku. Zmusiło to żołnierzy Północy do utworzenia nowej linii frontu. George Thomas otrzymał wsparcie wojsk Gordona Grangera dowódcy wojsk rezerwowych Unii. Wcześniej Granger nie zważając na rozkazy wyruszył na czele swych wojsk w kierunku z którego padły strzały. Dzięki temu kolejne ataki konfederatów zostały odparte, a wieczorem wojska Thomasa i Grangera mogły wycofać się w kierunku Chattanoogi.

## Rezultaty
Następnego dnia Longstreet i Forrest zamierzali ścigać uciekającego przeciwnika, chcąc całkowicie zniszczyć Armię Cumberlandu, jednak Bragg z uwagi na wysokie straty konfederatów odmówił. Armia Tennessee miała prawie 30% zabitych, rannych i zaginionych. straciła też 10 generałów. Johnowi Bellowi Hoodowi amputowano nogę. Południowcy stracili też połowę koni artyleryjskich.
Konfederaci z ogólnej liczby 66 000 żołnierzy stracili 2312 zabitych oraz 14 674 rannych, a także 1468 zaginionych i jeńców. Unioniści, posiadający 56 965 ludzi, stracili natomiast 1657 zabitych, 9756 rannych i 4757 zaginionych oraz jeńców, co oznacza, że łączne straty przeciwników sięgnęły niemal 35 tysięcy ludzi.
Po bitwie Bragg zdymisjonował trzech generałów, w tym Polka, za brak aktywności w trakcie bitwy.
Konfederaci pochowali swoich poległych, ale ciała zabitych unionistów długo jeszcze leżały tam, gdzie padli, co − zdaniem konfederackiego chirurga Johna Wyetha − było celowym działaniem mającym wykazać jak wielkie straty poniósł przeciwnik.